# 御船町立田代東部小学校
御船町立田代東部小学校（みふねちょうりつ たしろとうぶしょうがっこう）は、かつて熊本県上益城郡御船町にあった小学校。

## 沿革
- 1874年（明治 7年）4月 - 田代東部小学校創立
- 1888年（明治21年）4月 - 田代東部尋常小学校と改称
- 1926年（大正15年）8月 - 現在地移転
- 1941年（昭和16年）4月 - 田代東部国民学校と改称
- 1947年（昭和22年）4月 - 七滝村立田代東部小学校と改称
- 1955年（昭和30年）1月 - 御船町立田代東部小学校と改称
- 2007年（平成19年）4月 - 御船町立七滝小学校、御船町立上野小学校と統合し御船町立七滝中央小学校へ